# 모쇼보
모쇼보(몽골어: Муу шувуу, 부랴트어: Муу шубуун)는 몽골 전설에 등장하는 새이며 소녀의 모습으로 변하여 희생자를 노리는 괴물이다. 어린 소녀처럼 보이지만 날카로운 부리를 가지고 있으며 이 부리로 희생자의 피를 노린다고 여겨진다.
보통 어린 나이에 사랑을 모르고 죽거나 폭력으로 인해 죽음을 맞이한 소녀가 모쇼보로 다시 태어난다고 전해진다. 이들은 부리를 면사포나 손으로 가리다가 희생자를 습격할 때 드러내는 습성이 있다.
모쇼보는 할하 몽골어로 "해로운 새"를 의미한다.